# Pierre Dartout
Pierre Dartout (* 9. dubna 1954 Limoges) je bývalý státní ministr státu Monako. Do úřadu nastoupil v roce 2020.

## Kariéra
Pierre vystudoval práva na Sciences Po (Pařížský institut politických studií). Vojenskou službu dokončil v roce 1977. V letech 1978 až 1980 se zapsal na École nationale d'administration. Po jejím absolvování pokračoval v kariéře ve veřejné správě v roce 1980.
V letech 1995 až 1997 působil jako prefekt Francouzské Guyany. V letech 1998 až 2000 pak působil jako prefekt Pyrénées-Orientales. Po rezignaci z Pyrénées-Orientales působil v letech 2000 až 2002 jako prefekt v Drôme, krátce působil jako prefekt Pyrénées-Atlantiques od roku 2002 do roku 2004. V letech 2017 až 2020 působil jako prefekt Provence-Alpes-Côte d'Azur a Bouches du Rhone. Dne 24. srpna 2020 odstoupil z funkce prefekta Bouches du Rhone poté, co byl oficiálně oznámen jako příští státní ministr Monaka.
Dne 15. května 2020 byl Dartout vybrán Albertem II. jako státní ministr. Složil přísahu a převzal své povinnosti jako 24. ministr státu Monako dne 1. září 2020, kdy nastoupil po Sergi Tellovi. Slavnostní přísaha se konala za přítomnosti knížete Alberta II. v knížecím paláci.